# Liste der Bodendenkmäler in Altenkunstadt
Auf dieser Seite sind die Bodendenkmäler in der oberfränkischen Gemeinde Altenkunstadt zusammengestellt. Diese Tabelle ist eine Teilliste der Liste der Bodendenkmäler in Bayern. Grundlage ist die Bayerische Denkmalliste, die auf Basis des Bayerischen Denkmalschutzgesetzes vom 1. Oktober 1973 erstmals erstellt wurde und seither durch das Bayerische Landesamt für Denkmalpflege geführt wird. Die folgenden Angaben ersetzen nicht die rechtsverbindliche Auskunft der Denkmalschutzbehörde.

## Bodendenkmäler der Gemeinde Altenkunstadt

### Bodendenkmäler im Ortsteil Altenkunstadt
| Lage                                | Objekt | Akten-Nr.     | Bild           |
| ----------------------------------- | --- | ------------- | -------------- |
| Altenkunstadt (Standort)            | Karolingisch-ottonisches Gräberfeld sowie archäologische Befunde im Bereich der in der frühen Neuzeit über mittelalterlichem Kern errichteten Katholischen Pfarrkirche Mariä Geburt von Altenkunstadt mit ehemalige umwehrtem Kirchhof. | D-4-5833-0028 | weitere Bilder |
| Altenkunstadt Judenhof 3 (Standort) | Synagoge Archäologische Befunde im Bereich der frühneuzeitlichen ehemalige Synagoge von Altenkunstadt. | D-4-5833-0131 | weitere Bilder |

### Bodendenkmäler im Ortsteil Maineck
| Lage                              | Objekt | Akten-Nr.     | Bild                       |
| --------------------------------- | --- | ------------- | -------------------------- |
| Maineck Kirchplatz 13a (Standort) | Archäologische Befunde im Bereich der mittelalterlichen, in der frühen Neuzeit umgebauten und erweiterten Katholischen Kuratiekirche Allerheiligen von Maineck mit ehemalige befestigtem Kirchhof. | D-4-5833-0027 | weitere Bilder             |
| Maineck Schloßberg 1 (Standort)   | Schloss Maineck Archäologische Befunde im Bereich des frühneuzeitlichen Schlosses in Maineck mit mehreren mittelalterlichen Burgen als Vorgängerbauten.                                            | D-4-5833-0143 | Bodendenkmal D-4-5833-0143 |
| Maineck (Standort)                | Archäologische Befunde im Bereich der frühneuzeitlichen ehemalige Synagoge von Maineck. | D-4-5833-0144 |                            |

### Bodendenkmäler im Ortsteil Pfaffendorf
| Lage                                           | Objekt | Akten-Nr.     | Bild           |
| ---------------------------------------------- | --- | ------------- | -------------- |
| Pfaffendorf (Standort)                         | Abschnittsbefestigung Külmitzberg vorgeschichtlicher Zeitstellung oder des frühen Mittelalters.                                                                     | D-4-5833-0031 |                |
| Pfaffendorf (Standort)                         | Bestattungsplatz mit Grabhügeln vorgeschichtlicher Zeitstellung. | D-4-5833-0033 |                |
| Pfaffendorf (Standort)                         | Bestattungsplatz mit Grabhügel vorgeschichtlicher Zeitstellung. | D-4-5833-0034 |                |
| Pfaffendorf (Standort)                         | Vorgeschichtliche Ringwallanlage und Abschnittsbefestigung Großer Kordigast sowie Höhensiedlung des Jungneolithikums, der Hallstattzeit und der älteren Latènezeit. | D-4-5833-0035 |                |
| Pfaffendorf (Standort)                         | Burgstall des Mittelalters. | D-4-5833-0054 |                |
| Pfaffendorf Lichtenfelser Straße 25 (Standort) | Archäologische Befunde im Bereich der frühneuzeitlichen Katholischen Filialkirche St. Georg von Pfaffendorf.                                                        | D-4-5833-0147 | weitere Bilder |

### Bodendenkmäler im Ortsteil Strössendorf
| Lage                                 | Objekt | Akten-Nr.     | Bild           |
| ------------------------------------ | --- | ------------- | -------------- |
| Strössendorf Am Schloss 2 (Standort) | Archäologische Befunde im Bereich der frühneuzeitlichen Evangelisch-Lutherischen Pfarrkirche St. Katharina von Strössendorf mit mittelalterlichem Kern.                                    | D-4-5833-0150 | weitere Bilder |
| Strössendorf Am Schloss 4 (Standort) | Schloss Strössendorf Archäologische Befunde im Bereich des frühneuzeitlichen Schlosses in Strössendorf mit ehemalige Wirtschaftshof, im Kern mittelalterliche Burganlage als Vorgängerbau. | D-4-5833-0151 | weitere Bilder |